# Anthony Hecht
Anthony Evan Hecht (New York City, 16 gennaio 1923 – Washington, 20 ottobre 2004) è stato un poeta statunitense.
Il suo lavoro ha unito un profondo interesse per la forma con un appassionato desiderio di affrontare gli orrori della storia del XX secolo: la seconda guerra mondiale, in cui ha combattuto, e l'olocausto, temi ricorrenti nelle sue opere.

## Biografia

### I primi anni
Hecht nacque a New York City da genitori ebrei-tedeschi: Melvyn Hahlo Hecht e Dorothea Holzman. Anthony era il primogenito con un fratello più giovane di due anni e mezzo, Roger, che diventerà anche lui poeta.

Studiò presso varie scuole della città - era un compagno di classe di Jack Kerouac alla Horace Mann School - senza particolari interessi per la poesia e rivelando una mediocrità negli studi che più tardi definirà "cospicua". Tuttavia, quando studiava letteratura inglese al primo anno al Bard College di New York scoprì le opere di Stevens, Auden, Eliot e Dylan Thomas. Fu allora che prese la decisione di diventare poeta. I suoi genitori non erano contenti di questa scelta e cercarono di scoraggiarla, anche chiedendo aiuto ad un amico di famiglia, Ted Geisel, meglio conosciuto come Dr. Seuss, per tentare di dissuaderlo.
Nel 1944, dopo aver completato il suo ultimo anno al Bard, Hecht, fu arruolato nella 97ª divisione di fanteria e fu inviato sui campi di battaglia in Europa. Vide numerose battaglie in Germania, Francia e Cecoslovacchia. Tuttavia, le sue esperienze più significative accaddero il 23 aprile 1945. Quel giorno la divisione di Hecht partecipò alla liberazione del Campo di concentramento di Flossenbürg. Hecht ebbe il compito di interrogare i prigionieri francesi per raccogliere informazioni sul comportamento dei comandanti del campo. Anni dopo Hecht commentò questa sua esperienza: "Il luogo, la sofferenza, i racconti dei prigionieri erano al di là della comprensione. Per anni dopo mi svegliavo gridando".

### Maturità
Finita la guerra, Hecht, approfittò della legge G.I. Bill (Servicemen's Readjustment Act) per studiare con il critico-poeta John Crowe Ransom al Kenyon College nell'Ohio. Qui entrò in contatto con colleghi poeti come Robert Lowell, Randall Jarrell, Elizabeth Bishop e Allen Tate. Successivamente conseguì il Master presso la Columbia University. Hecht frequentò anche l'University of Iowa.
Hecht pubblicò la sua prima raccolta, A Summoning of Stones nel 1954. In questo lavoro la sua padronanza di una vasta gamma di forme poetiche era chiara come la sua consapevolezza delle forze della storia, che aveva visto di prima mano. Anche in questa fase la poesia di Hecht è stata spesso paragonata a quella di Auden, con cui Hecht era diventato amico nel 1951 durante una vacanza sull'isola di Ischia, dove Auden trascorreva ogni estate.
Nel 1954 sposò Patricia Harris con cui ebbe due figli Jason e Adam. Divorzieranno nel 1961 e Hecht sposerà Helen D'Alessandro da cui avrà un terzo figlio, Evan Alexander.

Nel 1993 Hecht pubblicò The Hidden Law, una lettura critica delle opere di Auden.

Durante la sua carriera Hecht ebbe molti estimatori e ricevette numerosi premi, tra cui il Prix de Rome nel 1951 e nel 1968 il Premio Pulitzer per la poesia per il suo lavoro secondo The Hard Hours.
Era in questo volume che Hecht per la prima volta rifletteva sulle sue esperienze nella seconda guerra mondiale. Una delle poesie, Rites and Ceremonies, è tra le rappresentazioni più dirette dell'olocasto della poesia inglese. Forse questi ricordi lo portarono ad un esaurimento nervoso nel 1959. Trascorse tre mesi in ospedale, anche se gli fu risparmiato l'elettroshock, a differenza di Sylvia Plath, che aveva conosciuto mentre insegnava allo Smith College.
La principale fonte di reddito di Hecht era l'insegnamento della poesia, in particolare presso l'University of Rochester dove lavorò dal 1967 al 1985. Insegnò per vari periodi presso altre istituzioni di rilievo, come Smith, Bard, Harvard, Georgetown e Yale. Tra il 1982 e il 1984, ha ricoperto la prestigiosa posizione di Poet Laureate consulente della Biblioteca del Congresso.
Hecht vinse numerosi importanti premi letterari, oltre ai già citati: il Premio Bollingen per la poesia (1983),
il Ruth Lilly Poetry Prize (1988),
il Wallace Stevens Award (1997), la Medaglia Robert Frost (1999/2000) e il Tanning Prize.
Hecht morì il 20 ottobre 2004, nella sua casa di Washington; è sepolto nel cimitero del Bard College. Un mese dopo, il 17 novembre Hecht aveva ricevuto la National Medal of Arts, ritirato dalla moglie Helen.

## Doppio dattilo
Hecht è anche noto per essere uno degli inventori del doppio dattilo, una forma metrica usata in composizioni scherzose simili al limerick (in inglese dette light verse). Nella sua chat settimanale on-line il 22 gennaio 2008, Gene Weingarten del Washington Post ha composto un doppio dattilo per ricordare Hecht:
Anthony Hecht, who could

Write about death in words

Epic yet warm,

Went to his own with some

Counterintuitive

Logic; his legacy's

This stupid form.»
Anthony Hecht, che poteva

Scrivere della morte in parole

Epiche eppure calde,

Se ne uscì con una certa

Contro intuitiva

Logica; ci ha lasciato

Questa sciocca forma metrica.»

## Opere
Poesie
- A Summoning of Stones (1954)
- The Hard Hours (1967)
- Millions of Strange Shadows (1977)
- The Venetian Vespers (1979)
- The Transparent Man (1990)
- Flight Among the Tombs (1998)
- The Darkness and the Light (Poem)|The Darkness and the Light (2001)
- More Light! More Light! (Poem)

Traduzioni
- Aeschylus's Seven Against Thebes (1973) (with Helen Bacon)

Altre opere
- Obbligati: Essays in Criticism (1986)
- The Hidden Law: The Poetry of W. H. Auden (1993)
- On the Laws of the Poetic Art (1995)
- Melodies Unheard: Essays on the Mysteries of Poetry (2003)